# Озерний (штат)
Озерний (Ель-Бухейрат; араб. البحيرات; англ. Lakes) — колишній штат у Південному Судані. Площа 40 235 км². Столицею штату було місто Румбек, іншими важливими містами — Їроль, Аверіаль, Кейбет, Мапуордіт і Мволо.

## Географія
Озерний штат належить до південносуданського регіону Бахр-ель-Газаль і характеризується численними саванами, в яких домінують акації, а також кількома озерами, від яких штат отримав свою назву.
На сході межує зі штатом Джонглей (кордон проходить по річці Білий Ніл), на північному сході — з Ель-Вахдою. Також штат має кордон з Варабом на північному заході, Західною Екваторією на півдні і заході, Центральною Екваторією на півдні.

## Адміністративно-територіальний поділ
Штат поділяється на вісім округів:
- Аверіаль
- Вулу
- Кейбет
- Їроль Західний
- Їроль Східний
- Румбек Північний
- Румбек Східний
- Румбек Центральний

## Населення
Найчисельнішою етнічною групою в Озерному є дінка (з підгрупами Гок, CIEC і Aliab Atuot), а також племена Бел-Джур, що становлять меншість.

## Історія
З 1919 по 1948 рік територія нинішнього штату Озерний належала до провінції Екваторія, у 1948-1976 рр — до провінції Бахр аль-Газаль, яка відділилась від провінції Екваторія в 1948 році. У 1976 році провінції Аль-Бухарат, що охоплює територію штатів Озерний і Вараб, відокремилася від провінції Бахр аль-Газаль. З 1991 по 1994 рік Аль-Бухарат повернулась в штат Бахр-ель-Газаль. 14 лютого 1994 року Озерний знову відділився, цього разу як федеративна держава і без території Варабу.
Від другої громадянської війни в Південному Судані 1983–2005 Озерний постраждав в меншій мірі, ніж інші штати. Стрілецька зброя є тут і досі поширеною і стаються набіги озброєних банд. Під час роззброєння в Румбеку у вересні 2008 року солдати НАВС скоїли грабежі і зловживання щодо цивільного населення.
На виборах губернатора в 2010 році переміг кандидат від НОАС Чан Чхоль Тонг Mayay.